# Adam Ptáčník
Adam Ptáčník (nascido em 4 de dezembro de 1985) é um ciclista tcheco. Com a equipe tcheca, ele competiu em duas provas nos Jogos Olímpicos de 2008 em Pequim, China. Na velocidade por equipes terminou em décimo primeiro lugar e na velocidade alcançou a décima nona.